# THE JOLLY ROGER
「THE JOLLY ROGER」（ザ・ジョリー・ロジャー）は、日本のロックユニット、VAMPSの2作目となるデジタルシングル。2014年6月11日発売。発売元はユニバーサルミュージック内のレーベル、Delicious Deli Records。

## 解説
シングル「AHEAD/REPLAY」の表題曲「AHEAD」の全英語詞バージョン「WORLD'S END」以来となる配信楽曲。
本作の表題曲「THE JOLLY ROGER」は、観客とのコールアンドレスポンスを意識し制作されたロックナンバー。この曲は、2014年1月から3月にかけて放送された日産自動車「新型X-TRAIL」のCMソングに使用されていたが、放送期間中にタイトルもリリースの有無も発表されていなかった。なお、作曲を担当したHYDE曰く、この曲は2013年の年末頃にクライアントから「CMソングを手掛けてほしい」という依頼があり、それを受けて制作されたという。ただ、CMに提供した段階では完成しておらず、2014年に入ってから再度制作が行われていた。なお、当初はデジタルロックの方向で制作する予定だったというが、HYDEの中で「みんなで歌える曲にしたい」という心境の変化があったため、CMに提供した部分も含めてサビ以外のほぼ全てが作り直されている。HYDEは制作を振り返り「最初はもっとデジタル寄りで、みんなで歌うって感じじゃなかったんだけど、サビの雰囲気から、ライヴでやるときにはもっとみんなで歌える曲にしたいなと思って。だからCM用に作っていた部分はわり切って無視して、サビだけ使って作り直したんです」と述べている。また、この曲には海賊をイメージしたリリックが綴られている。
なお、この曲は2014年3月24日にZepp Tokyoで開催されたライヴ「VAMPS LIVE 2014: LONDON PRE-LIVE」で初披露されており、イギリス・ロンドンで開催される野外ロックフェスティバル「Download Festival 2014」への出演直前に配信リリースされることになった。配信日は、イギリスが同年6月9日、アメリカ、メキシコ、カナダ、スペイン、フランスが同年6月10日、日本が同年6月11日、ドイツが同年6月13日となっている。余談だが、イギリスで発行されているロック専門誌『ケラング!』の公式Webサイト内において、この曲のエクスクルーシヴ・ストリーミングが行われており、同年6月14日時点で7万件超のアクセスを記録しており、同サイトでのアクセスランキングを集計した「HOTTEST」というコーナーで2位を記録している。
ちなみに、配信開始から約2ヶ月後の2014年8月20日には、シングル「GET AWAY/THE JOLLY ROGER」の表題曲としてフィジカル化されている。

## 収録曲
| #  | タイトル            | 作詞 | 作曲 | 編曲  | 時間 |
| -- | ------------------- | ---- | ---- | ----- | ---- |
| 1. | 「THE JOLLY ROGER」 | HYDE | HYDE | VAMPS | 4:40 |

## タイアップ
THE JOLLY ROGER
- 日産自動車「新型X-TRAIL」CMソング

## 参加ミュージシャン
THE JOLLY ROGER
- HYDE：Vocal
- K.A.Z：Guitar, Programming
  - Ju-ken：Bass
  - Arimatsu：Drums
  - 斉藤仁：Sythesizer Programming
  - WolfJunk：Additional Arrangement, Programming

## 収録アルバム
- 『BLOODSUCKERS』(#1)
- 『BLOODSUCKERS (International Edition)』(#1)